# Metropolia Porto Alegre
Metropolia Porto Alegre – metropolia Kościoła rzymskokatolickiego w Brazylii. Składa się z metropolitalnej archidiecezji Porto Alegre i czterech diecezji. Została erygowana 15 sierpnia 1910 konstytucją apostolską Praedecessorum Nostrorum papieża Piusa X. Od 2013 godność arcybiskupa metropolity sprawuje kard. Jaime Spengler OFM.
W skład metropolii wchodzą:
- Archidiecezja Porto Alegre
  - Diecezja Caxias do Sul
  - Diecezja Montenegro
  - Diecezja Novo Hamburgo
  - Diecezja Osório

Prowincja kościelna Porto Alegre wraz z metropoliami Pelotas, Santa Maria i Passo Fundo tworzą region kościelny Sul 3, zwany też regionem Rio Grande do Sul.

## Metropolici
- Cláudio José Gonçalves Ponce de Leão (1910 – 1912)
- João Batista Becker (1912 – 1946)
- kard. Alfredo Vicente Scherer (1946 – 1981)
- João Cláudio Colling (1981 – 1991)
- Altamiro Rossato (1991 – 2001)
- Dadeus Grings (2001 – 2013)
- kard. Jaime Spengler OFM (od 2013)